# إي إيه سبورتس
إي أيه سبورتس (بالإنجليزية: EA Sports) هي علامة تجارية لإلكترونيك آرتس تقوم بصنع وتطوير ألعاب الفيديو الرياضية، تأسست عام 1982. يقع مقرها الرئيسي في مدينة ريدوود سيتي بولاية كاليفورنيا، الولايات المتحدة.
الألعاب الرئيسية
تشتهر EA Sports بسلسلة ألعاب كرة القدم، التي كانت تُعرف سابقًا باسم "FIFA" قبل أن تُعاد تسميتها إلى "EA Sports FC" بدءًا من عام 2023 بعد انتهاء اتفاقية الترخيص مع الاتحاد الدولي لكرة القدم (FIFA). إلى جانب ذلك، تُنتج EA Sports ألعابًا رياضية أخرى مثل:
Madden NFL (كرة القدم الأمريكية)
NBA Live (كرة السلة)
NHL (هوكي الجليد)
PGA Tour (الجولف)
UFC (الفنون القتالية المختلطة)
Super Mega Baseball
F1 (سباقات الفورمولا 1)
EA Sports College Football
WRC (بطولة العالم للراليات)
```
EA Sports FC
```

في 27 سبتمبر 2024، أصدرت EA Sports الإصدار الثاني من سلسلة EA Sports FC تحت اسم "EA Sports FC 25"، مع إصدار خاص للمشتركين في النسخة Ultimate Edition في 20 سبتمبر 2024. تتميز اللعبة بتحديثات في أوضاع اللعب، مثل Career Mode، الذي يتيح للاعبين تجربة إدارة الأندية، بالإضافة إلى تحسينات في الرسومات والذكاء الاصطناعي. كما حصلت اللعبة على تقييمات إيجابية، حيث فازت بجائزة "أفضل لعبة رياضية/سباقات" في The Game Awards 2024 .
التوسع والتأثير
تُعتبر EA Sports واحدة من أكبر العلامات التجارية في مجال ألعاب الفيديو الرياضية، حيث تصل إلى أكثر من 300 مليون لاعب حول العالم . تُنتج الألعاب عبر استوديوهات متعددة، بما في ذلك EA Vancouver وEA Romania وEA Orlando، وتتوفر على منصات مختلفة مثل PlayStation وXbox وPC وNintendo Switch.
التحديات المالية
رغم النجاح الكبير، تواجه EA Sports تحديات مالية، حيث انخفضت أسهم الشركة بنسبة تقارب 20% مؤخرًا بسبب ضعف أداء بعض الألعاب، مثل EA Sports FC، بالإضافة إلى المنافسة المتزايدة من شركات أخرى مثل Nintendo وTake-Two Interactive .

## وصلات خارجية
- الموقع الرسمي
- EA Sports games على موبي غيمز